# Кубильо, Давид
Давид Гарсия Кубильо (исп. David García Cubillo; род. 6 января 1978, Мадрид) — испанский футболист, игравший на позиции полузащитника; тренер.

## Карьера

### Клубная
Воспитанник «Атлетико Мадрид» Давид Кубильо начал карьеру в резервной команде «матрасников» — «Аморос», выступавшей в Терсере. В 1998 году начал выступать за команду «Атлетико Мадрид Б», занявшую по итогам сезона 2-е место в Сегунде. В 2000 году Давид был приглашен в
«Атлетико Мадрид», оказавшимся по итогам сезона 1999/2000 в Сегунде. 8 октября 2000 года Давид Кубильо впервые вышел на поле стадиона «Висенте Кальдерон» в майке «матрасников», заменив на 59-й минуте матча «Атлетико» — «Расинг» (Ферроль) Роберто Фреснедосо. 29 октября 2000 года Давид забил свой единственный мяч за «Атлетико Мадрид» в ворота «Кордовы».
Летом 2001 года Давид стал игроком «Хереса». 26 августа 2001 года Кубильо провёл свой первый официальный матч за «Херес» в Сегунде. В тот день подопечные Бернда Шустера с минимальным счётом обыграли хихонский «Спортинг». По итогам сезона «Херес» занял 4-е место.
1 сентября 2002 года Давид Кубильо дебютирует в Ла лиге в матче «Рекреативо» (Уэльва) — «Малага». 15 декабря Диего Кубильо на стадионе «Сантьяго Бернабеу» на 2-й минуте матча «Реал» — «Рекреативо» забил мяч в ворота Икера Касильяса.
Следующие три сезона он провёл «Хетафе», сыграв в общей сложности в Сегунде и Примере 49 матчей, забив 2 мяча.
С 2006 по 2008 Давид выступал в Сегунде Б за «Райо Вальекано». Провёл 64 матча, забив 3 мяча.
Сезон 2008/09 Кубильо провёл в «Фуэнлабраде» в Терсере.
С 2009 по 2012 Давид защищал цвета клуба «Конкенсе» в Сегунде Б. По окончании сезона 2011/12 завершил карьеру футболиста.

### Тренерская
С 6 ноября 2012 по сентябрь 2013 года тренировал клуб «Вильянуэва Пардильо». С 29 сентября 2013 по май 2014 года главный тренер клуба «Пуэрта Бонита».

## Тренерская статистика
| Команда             | Страна  | С                | До               | Результат | Результат | Результат | Результат | Результат | Результат | Результат | Результат | Прим. |
| Команда             | Страна  | С                | До               | И         | В         | Н         | П         | ГЗ        | ГП        | +/-       | Поб, %    | Прим. |
| ------------------- | ------- | ---------------- | ---------------- | --------- | --------- | --------- | --------- | --------- | --------- | --------- | --------- | ----- |
| Вильянуэва Пардильо | Испания | 6 ноября 2012    | 30 сентября 2013 | 28        | 21        | 6         | 1         | 68        | 25        | +43       | 075,00    |       |
| Пуэрта Бонита       | Испания | 30 сентября 2013 | 30 июня 2014     | 32        | 5         | 12        | 15        | 32        | 47        | −15       | 015,63    | [ 3 ] |
| Хетафе B            | Испания | 23 мая 2017      | 14 июня 2018     | 42        | 25        | 10        | 7         | 71        | 33        | +38       | 059,52    | [ 4 ] |
| Марбелья            | Испания | 26 декабря 2018  | 29 июля 2020     | 51        | 25        | 22        | 4         | 68        | 33        | +35       | 049,02    | [ 5 ] |
| Эркулес             | Испания | 2 августа 2020   | 25 января 2021   | 11        | 5         | 4         | 2         | 9         | 5         | +4        | 045,45    | [ 6 ] |
| Итог                | Итог    | Итог             | Итог             | 164       | 81        | 54        | 29        | 248       | 143       | +105      | 049,39    | —     |